# Orville (Pas-de-Calais)
Pour les articles homonymes, voir Orville.
Orville est une commune française située dans le département du Pas-de-Calais en région Hauts-de-France. Ses habitants sont appelés les Orvillois. La commune est membre de la communauté de communes des Campagnes de l'Artois.

## Géographie

### Localisation
Localisée dans le sud du département du Pas-de-Calais et limitrophe du département de la Somme, Orville est une commune rurale de la vallée du fleuve côtier l'Authie située , à vol d'oiseau, à 6 km au sud-est de la commune de Doullens, à 26 km au nord de la commune d'Amiens (aire d'attraction) et à 32 km au sud-ouest de la commune d’Arras (chef-lieu d'arrondissement).
Le territoire de la commune est limitrophe de ceux de huit communes, dont deux, Beauquesne et Terramesnil, dans le département de la Somme.
Les communes limitrophes sont  Amplier, Beauquesne, Famechon, Halloy, Pommera, Sarton, Terramesnil et Thièvres.

### Géologie et relief
La superficie de la commune est de 11,95 km2 ; son altitude varie de 64  à   148 m.

### Hydrographie
Le territoire de la commune est situé dans le bassin Artois-Picardie.
La commune est traversée par l'Authie, cours d'eau naturel de 108,18 km, qui prend sa source dans la commune de Coigneux, située dans le département de la Somme, et qui se jette dans la Manche entre les communes de Berck et de Fort-Mahon-Plage.

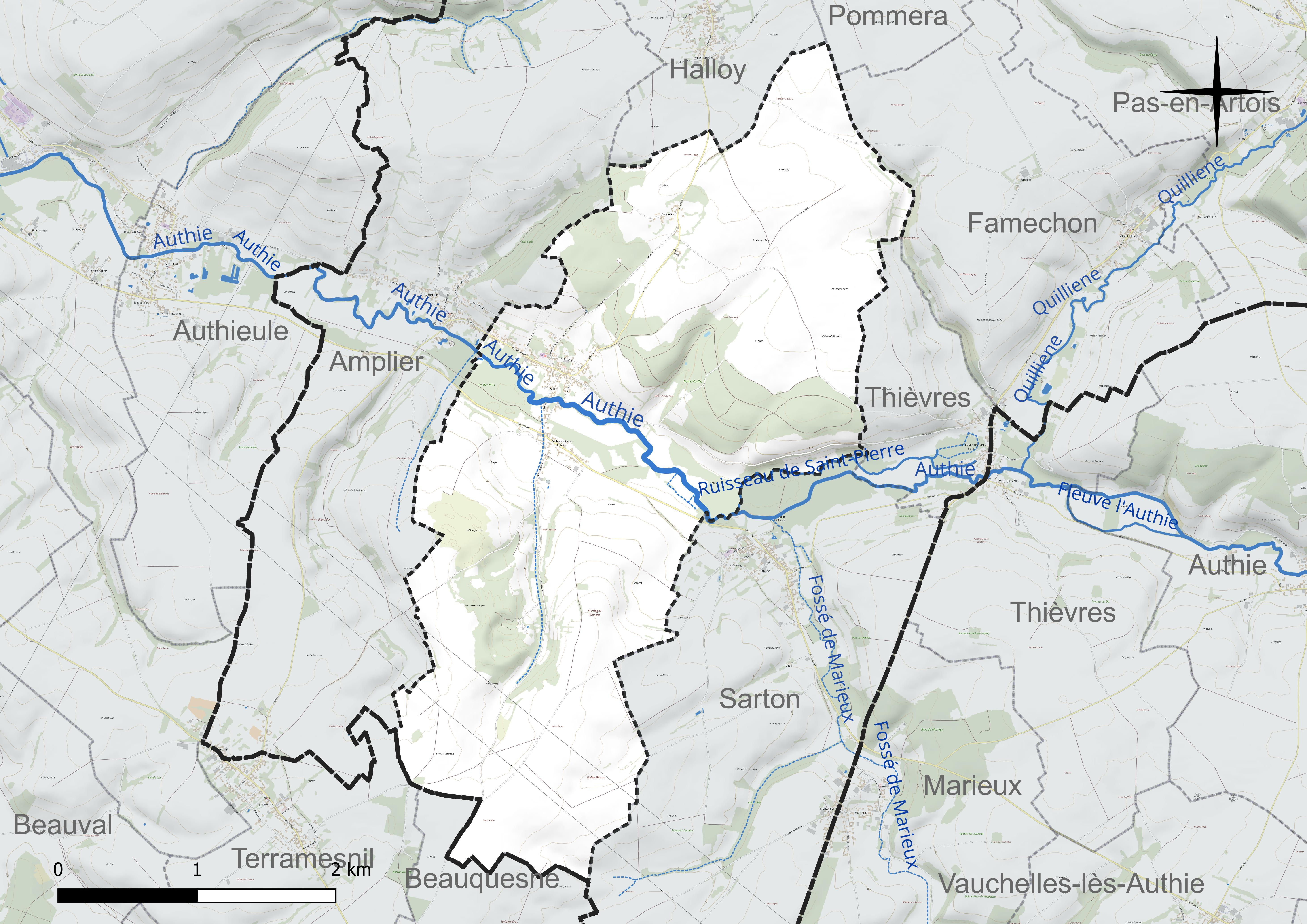
Réseau hydrographique d'Orville.

### Climat
Pour des articles plus généraux, voir Climat des Hauts-de-France et Climat du Nord-Pas-de-Calais.
En 2010, le climat de la commune est de type climat océanique dégradé des plaines du Centre et du Nord, selon une étude du Centre national de la recherche scientifique (CNRS) s'appuyant sur une série de données couvrant la période 1971-2000. En 2020, Météo-France publie une typologie des climats de la France métropolitaine dans laquelle la commune est exposée à un climat océanique et est dans une zone de transition entre les régions climatiques « Nord-est du bassin Parisien » et « Côtes de la Manche orientale ».
Pour la période 1971-2000, la température annuelle moyenne est de 10,2 °C, avec une amplitude thermique annuelle de 14,3 °C. Le cumul annuel moyen de précipitations est de 791 mm, avec 12,8 jours de précipitations en janvier et 8,9 jours en juillet. Pour la période 1991-2020, la température moyenne annuelle observée sur la station météorologique la plus proche, située sur la commune de Saulty à 12 km à vol d'oiseau, est de 10,4 °C et le cumul annuel moyen de précipitations est de 899,7 mm,. Pour l'avenir, les paramètres climatiques de la commune estimés pour 2050 selon différents scénarios d'émission de gaz à effet de serre sont consultables sur un site dédié publié par Météo-France en novembre 2022.

### Paysages
Pour un article plus général, voir Paysage en France.
La commune s'inscrit dans l'est du « paysage du val d’Authie » tel que défini dans l’atlas des paysages de la région Nord-Pas-de-Calais, conçu par la direction régionale de l'Environnement, de l'Aménagement et du Logement (DREAL),.
Ce paysage, qui concerne 83 communes, se délimite : au sud, dans le département de la Somme par le « paysage de l’Authie et du Ponthieu », dépendant de l’atlas des paysages de la Picardie et au nord et à l’est par les paysages du Montreuillois, du Ternois et les paysages des plateaux cambrésiens et artésiens. Le caractère frontalier de la vallée de l’Authie, aujourd’hui entre le Pas-de-Calais et la Somme, remonte au Moyen Âge où elle séparait le royaume de France du royaume d’Espagne, au nord.
Son coteau Nord est net et escarpé alors que le coteau Sud offre des pentes plus douces. À l’Ouest, le fleuve s’ouvre sur la baie d'Authie, typique de l’estuaire picard, et se jette dans la Manche. Avec son vaste estuaire et les paysages des bas-champs, la baie d’Authie contraste avec les paysages plus verdoyants en amont.
L’Authie, entaille profonde du plateau artésien, a créé des entités écopaysagères prononcées avec un plateau calcaire dont l’altitude varie de 100  à   163 m qui s’étend de chaque côté du fleuve. L’altitude du plateau décline depuis le pays de Doullens, à l'est (point culminant à 163 m), vers les bas-champs picards, à l'ouest (moins de 40 m). Le fond de la vallée de l’Authie, quant à lui, est recouvert d’alluvions et de tourbes. L’Authie est un fleuve côtier classé comme cours d'eau de première catégorie où le peuplement piscicole dominant est constitué de salmonidés. L’occupation des sols des paysages de la Vallée de l’Authie est composée pour 70 % en culture.

### Milieux naturels et biodiversité

#### Zone naturelle d'intérêt écologique, faunistique et floristique
L’inventaire des zones naturelles d'intérêt écologique, faunistique et floristique (ZNIEFF) a pour objectif de réaliser une couverture des zones les plus intéressantes sur le plan écologique, essentiellement dans la perspective d’améliorer la connaissance du patrimoine naturel national et de fournir aux différents décideurs un outil d’aide à la prise en compte de l’environnement dans l’aménagement du territoire.
Le territoire communal comprend une ZNIEFF de type 1 : la vallée de la Quillienne, ses vallons adjacents et bois d'Orville, d’une superficie de 2 143 ha et d'une altitude variant de 65  à   154 mètres. Cette vallée associe des influences thermophiles dans les lisières et sur les pelouses et un caractère psychrophile au niveau des forêts de ravins. Une partie du site est occupée par l’agriculture intensive.

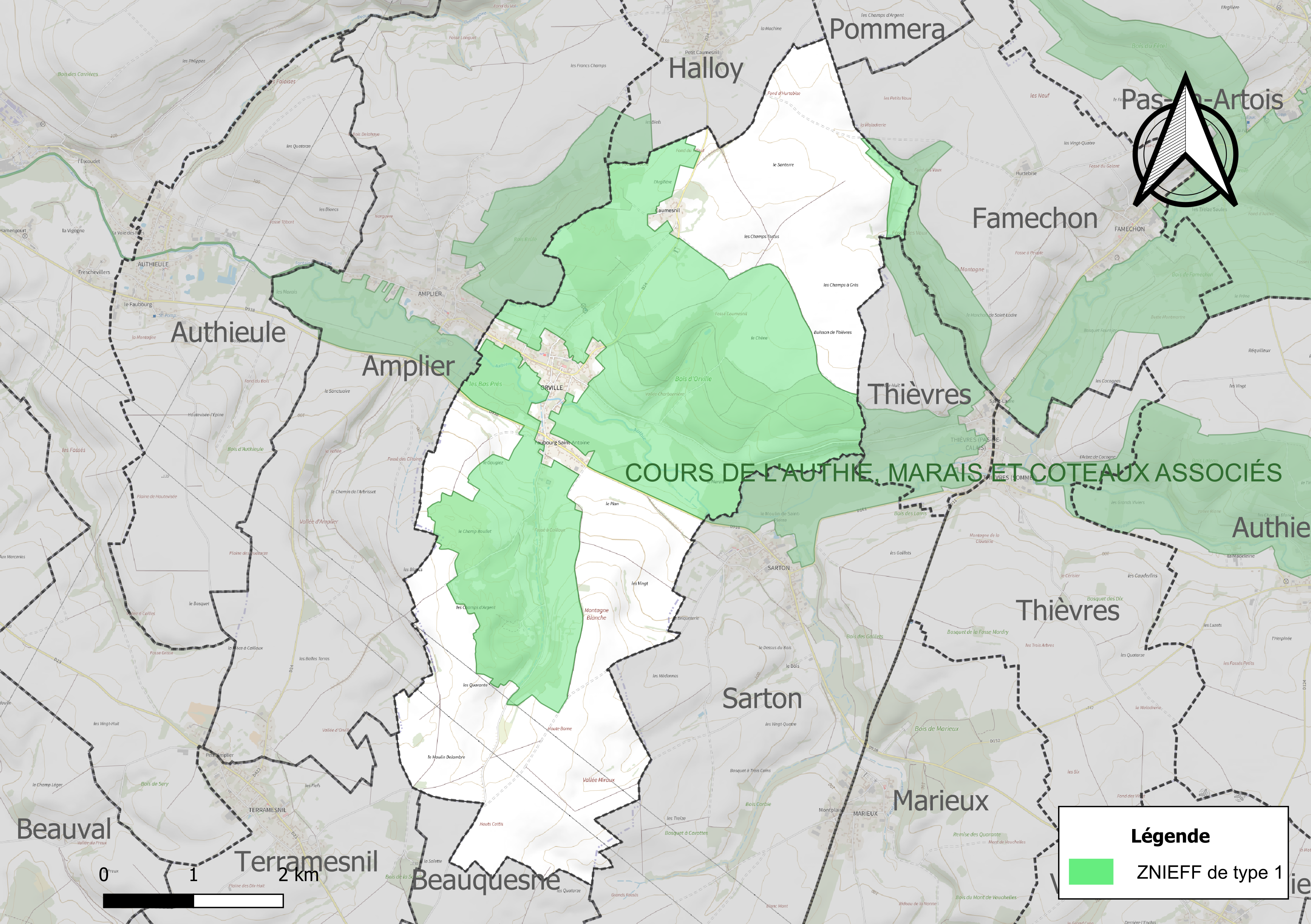
Carte de la ZNIEFF sur la commune.

#### Espèces faunistiques et floristiques
L’Inventaire national du patrimoine naturel (INPN) recense plusieurs espèces faunistiques et floristiques sur le territoire de la commune dont certaines sont protégées et d’autres menacées et quasi-menacées.

## Urbanisme

### Typologie
Au 1er janvier 2024, Orville est catégorisée commune rurale à habitat dispersé, selon la nouvelle grille communale de densité à sept niveaux définie par l'Insee en 2022.
Elle est située hors unité urbaine. Par ailleurs la commune fait partie de l'aire d'attraction d'Amiens, dont elle est une commune de la couronne,. Cette aire, qui regroupe 369 communes, est catégorisée dans les aires de 200 000 à moins de 700 000 habitants,.

### Occupation des sols
L'occupation des sols de la commune, telle qu'elle ressort de la base de données européenne d’occupation biophysique des sols Corine Land Cover (CLC), est marquée par l'importance des territoires agricoles (83,9 % en 2018), une proportion identique à celle de 1990 (83,9 %). La répartition détaillée en 2018 est la suivante : 
terres arables (67,7 %), forêts (13,8 %), prairies (10,2 %), zones agricoles hétérogènes (6 %), zones urbanisées (2,3 %). L'évolution de l’occupation des sols de la commune et de ses infrastructures peut être observée sur les différentes représentations cartographiques du territoire : la carte de Cassini (XVIIIe siècle), la carte d'état-major (1820-1866) et les cartes ou photos aériennes de l'IGN pour la période actuelle (1950 à aujourd'hui).

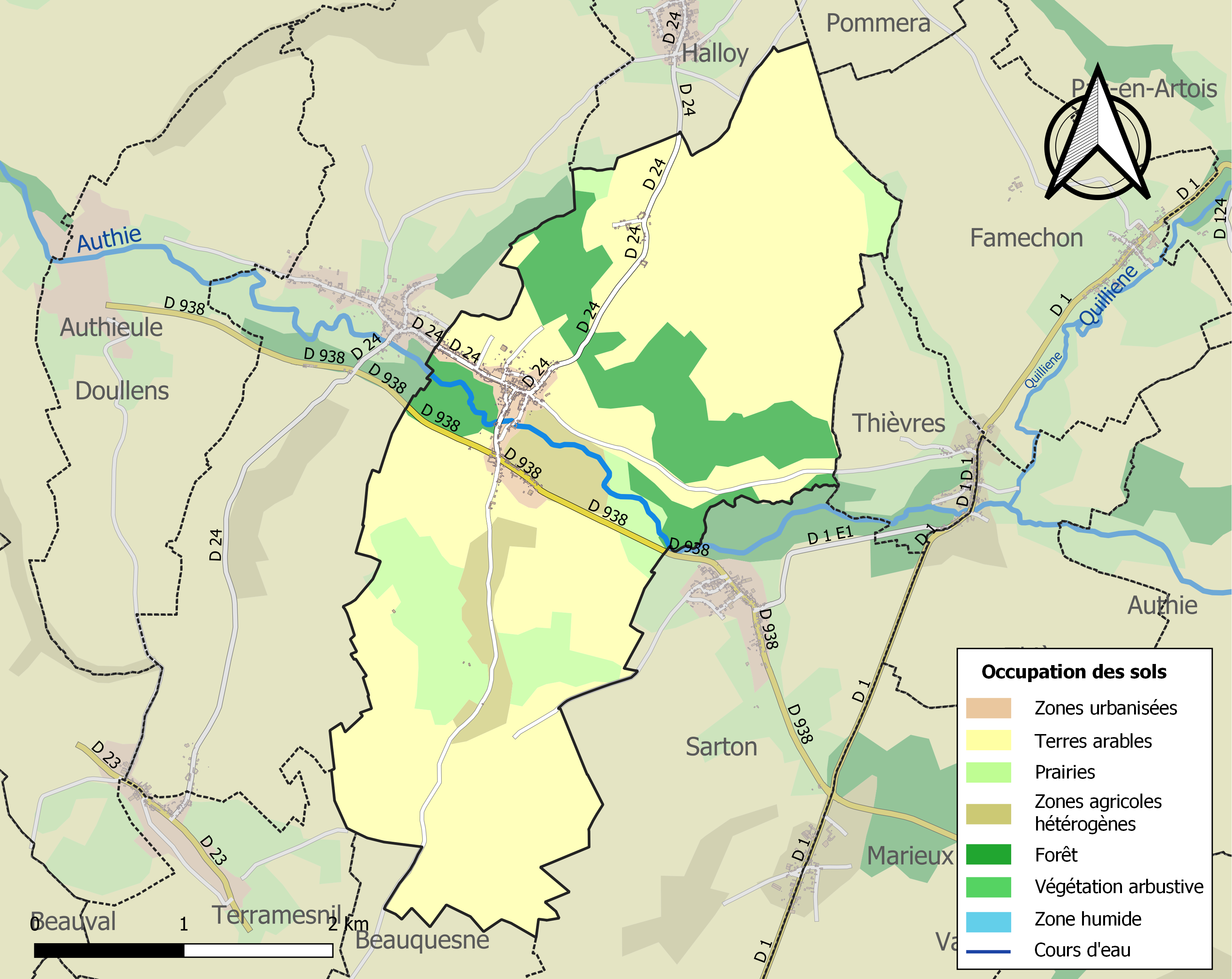
Carte des infrastructures et de l'occupation des sols de la commune en 2018 (CLC).

## Toponymie
Le nom de la localité est attesté sous les formes Audriaca villa en 769 ; Audrei villa, Autrei villa en 867 ; Andrei villa [lire : Audrei villa, Odriaca villa en 875 ; Odreia villa en 877 ; Villa Auriacum au IXe siècle ; Orevilla en 1096 ; Orivilla en 1106 ; Orrivilla en 1112 ; Orinvilla en 1129 ; Orrevilla en 1142 ; Aurivilla en 1155 ; Ovrivilla en 1180 ; Horrida villa en 1185 ; Oriville, Horrivile au XIIe siècle ; Orrevile vers 1207 ; Aurea villa en 1219 ; Horrevilla en 1241 ; Horreville en 1246 ; Oreville en 1294 ; Orreville en 1559 ; Orville en 1793 et depuis 1801.
Selon Maurits Gysseling, Orville viendrait d'un anthoponyme germanique, Ōþilarik, formé de ōþila (patrimoine) et de rīkja (puissant, riche).

## Histoire
Anciennement Audriaca villa (cité en 769) est une résidence royale dépendant des comtes de Saint Pol, des seigneurs d'Aubigny, des Crequis et des Brandt de Marconne. Au Ve siècle, elle devint une des sept châtellenies.
Avant de surprendre Amiens en 1597, l'armée espagnole s'était rassemblée à Orville.
En 1758, la seigneurie de Galametz, relevant du château d'Hesdin, est érigée en comté, associées à celles de Marconne, Amplier et Quint-d'Orville, sous la dénomination de comté de Brandt, du nom du seigneur qui bénéficie de cette promotion.

### Seigneurs d'Orville
Alexandre François Ignace de Brandt, seigneur de Galametz, Marconne, Amplier, Quint-d'Orville, à la moitié du XVIIIe siècle, a pris part à la plupart des batailles de Flandre et s'est distingué à la bataille de Lauffeld et autres, où il a été employé comme cornette dans le régiment de Royal-Cravatte. Il bénéficie en mars 1758, par lettres données à Versailles, de la promotion de la seigneurie de Galametz associée à celles citées en comté. Il est le fils de Louis François de Brandt, mayeur (maire) de la ville d'Aire, place que Philippe et François de Brandt, ses aïeux ont également occupée. Sa mère Marie Agnès Ptolomey était fille de Paul Gabriel Marie comte Ptolomey, d'une noble famille d'Italie; un de ses parents Charles de Brandt nommé en 1666 capitaine de soixante hommes d'armes, sous le duc d'Havré, a rempli ce poste jusqu'à sa mort. Il est d'une ancienne famille noble alliée aux Salperwick, marquis de Grigny, de Fléchin, Wamin, de la Ferté, de le Vacque.

### XXesiècle
Au début du XXe siècle, le village d'Orville abritait plus de mille habitants, parmi eux de nombreux Belges qui avaient été attirés par la présence dans le sous-sol de mines de phosphate. La découverte  des poches de phosphate orvillois aurait pu être comparée à l'époque, toute proportion gardée, à la ruée vers l'or de l'Amérique du Far West. D'une part, le sable phosphaté qui était extrait des poches en forme d'entonnoir était d'une couleur jaune assombrie identique à celle du sable aurifère ; d'autre part, son rapport était aussi très intéressant : la tonne de minerai était vendue 70 F. de l'époque alors que le coût de revient de son extraction était de 10 F. à 15 F.. La population d'Orville est passée en quatre ans de 461 habitants à 1 503. Celle d'Amplier, la commune voisine, est passée pendant la même période de 340 à 724 habitants. On comptait jusqu'à 30 carrières d'extraction de ce sable phosphaté à Orville dans lesquelles travaillaient plus de 500 ouvriers belges.
Ces mines de phosphate qui avaient été découvertes en 1887 ont été exploitées jusqu'au début du XXe siècle, au moment où les relations commerciales avec le Maroc et la Tunisie ont favorisé les importations de phosphate à un prix bien inférieur à celui de l'extraction locale et avec un minerai beaucoup plus riche. Le nom actuel de  ce site est « les buttes d'Orville ». Il est actuellement occupé par un parcours de ball-trap de renommée internationale.
Il existait également à Orville des sablières qui étaient encore exploitées en 1970 d'une façon tout à fait artisanale ; les veines de sable n'étaient pas suffisamment importantes pour rentabiliser une exploitation industrielle. Ce sable d'une excellente qualité était remonté du fond de la carrière à la pelle par paliers successifs. Les ouvriers devaient, suivant la profondeur de la veine, manier plusieurs fois le même mètre cube pour le remonter à la surface où il était chargé dans des wagonnets ou des remorques agricoles.
Les belles maisons en pierre que l'on peut voir en traversant la commune témoignent de la richesse de ce passé.

## Politique et administration

### Découpage territorial
La commune se trouve dans l'arrondissement d'Arras du département du Pas-de-Calais.

#### Commune et intercommunalités
La commune est membre de la communauté de communes des Campagnes de l'Artois qui regroupe 96 communes et totalise 33 141 habitants en 2021.

#### Circonscriptions administratives
La commune est rattachée au canton d'Avesnes-le-Comte.

#### Circonscriptions électorales
Pour l'élection des députés, la commune fait partie de la première circonscription du Pas-de-Calais.

### Élections municipales et communautaires

#### Liste des maires
| Période                                  | Période                      | Identité        | Étiquette | Qualité                                                       |
| ---------------------------------------- | ---------------------------- | --------------- | --------- | ------------------------------------------------------------- |
| Les données manquantes sont à compléter. |                              |                 |           |                                                               |
| 1983                                     | 2014                         | Yves Debureaux  |           |                                                               |
| mars 2014,                               | 2020                         | Freddy Leroy    |           |                                                               |
| 23 mai 2020                              | En cours (au 1er avril 2022) | Alain Débureaux |           | Employé de la fonction publique Élu pour le mandat 2020-2026, |

## Population et société

### Démographie
Les habitants sont appelés les Orvillois.

#### Évolution démographique
L'évolution du nombre d'habitants est connue à travers les recensements de la population effectués dans la commune depuis 1793. Pour les communes de moins de 10 000 habitants, une enquête de recensement portant sur toute la population est réalisée tous les cinq ans, les populations de référence des années intermédiaires étant quant à elles estimées par interpolation ou extrapolation. Pour la commune, le premier recensement exhaustif entrant dans le cadre du nouveau dispositif a été réalisé en 2005.

En 2022, la commune comptait 350 habitants, en évolution de −13,15 % par rapport à 2016 (Pas-de-Calais : −0,72 %, France hors Mayotte : +2,11 %).
| 1793 | 1800 | 1806 | 1821 | 1831 | 1836 | 1841 | 1846 | 1851 |
| ---- | ---- | ---- | ---- | ---- | ---- | ---- | ---- | ---- |
| 688  | 806  | 826  | 772  | 820  | 830  | 779  | 778  | 713  |

| 1856 | 1861 | 1866 | 1872 | 1876 | 1881 | 1886 | 1891  | 1896  |
| ---- | ---- | ---- | ---- | ---- | ---- | ---- | ----- | ----- |
| 623  | 652  | 654  | 600  | 547  | 490  | 461  | 1 503 | 1 007 |

| 1901 | 1906 | 1911 | 1921 | 1926 | 1931 | 1936 | 1946 | 1954 |
| ---- | ---- | ---- | ---- | ---- | ---- | ---- | ---- | ---- |
| 825  | 700  | 571  | 482  | 431  | 394  | 380  | 415  | 400  |

| 1962 | 1968 | 1975 | 1982 | 1990 | 1999 | 2005 | 2006 | 2010 |
| ---- | ---- | ---- | ---- | ---- | ---- | ---- | ---- | ---- |
| 411  | 409  | 318  | 277  | 325  | 325  | 330  | 330  | 394  |

| 2015 | 2020 | 2022 | - | - | - | - | - | - |
| ---- | ---- | ---- | - | - | - | - | - | - |
| 403  | 370  | 350  | - | - | - | - | - | - |

L'histogramme de la population met particulièrement bien en évidence l'impact de la découverte et de l'extraction des phosphates locaux.

#### Pyramide des âges
En 2018, le taux de personnes d'un âge inférieur à 30 ans s'élève à 31,0 %, soit en dessous de la moyenne départementale (36,7 %). À l'inverse, le taux de personnes d'âge supérieur à 60 ans est de 25,4 % la même année, alors qu'il est de 24,9 % au niveau départemental.
En 2018, la commune comptait 197 hommes pour 194 femmes, soit un taux de 50,38 % d'hommes, légèrement supérieur au taux départemental (48,50 %).
Les pyramides des âges de la commune et du département s'établissent comme suit.
| Hommes | Classe d’âge | Femmes |
| ------ | ------------ | ------ |
| 1,6    | 90 ou +      | 2,7    |
| 5,4    | 75-89 ans    | 4,3    |
| 19,9   | 60-74 ans    | 16,8   |
| 26,9   | 45-59 ans    | 23,4   |
| 18,3   | 30-44 ans    | 18,5   |
| 12,4   | 15-29 ans    | 14,1   |
| 15,6   | 0-14 ans     | 20,1   |

| Hommes | Classe d’âge | Femmes |
| ------ | ------------ | ------ |
| 0,5    | 90 ou +      | 1,6    |
| 5,6    | 75-89 ans    | 8,9    |
| 16,7   | 60-74 ans    | 18,1   |
| 20,2   | 45-59 ans    | 19,2   |
| 18,9   | 30-44 ans    | 18,1   |
| 18,2   | 15-29 ans    | 16,2   |
| 19,9   | 0-14 ans     | 17,9   |

## Culture locale et patrimoine

### Lieux et monuments
- La ferme de Caumesnil, datant de 1763.
- Le pigeonniers carré à colombages.
- Le moulin à eau sur l'Authie.
- La ferme, datant de 1830.
- L'église Saint-Martin du XIXe siècle, fondations et pan de muraille romans, souterrains- refuges ; la maison jouxtant l'église présente un fronton triangulaire sculpté de deux anges tenant une couronne entre lesquels devait se trouver un écu royal supprimé, et la date 1833.
- Les maisons du XVIIIe siècle.
- Les petits pigeonniers, dont un de 1829.
- Le monument aux morts, inauguré le 4 septembre 1921[31].
- Le faubourg Saint-Antoine.

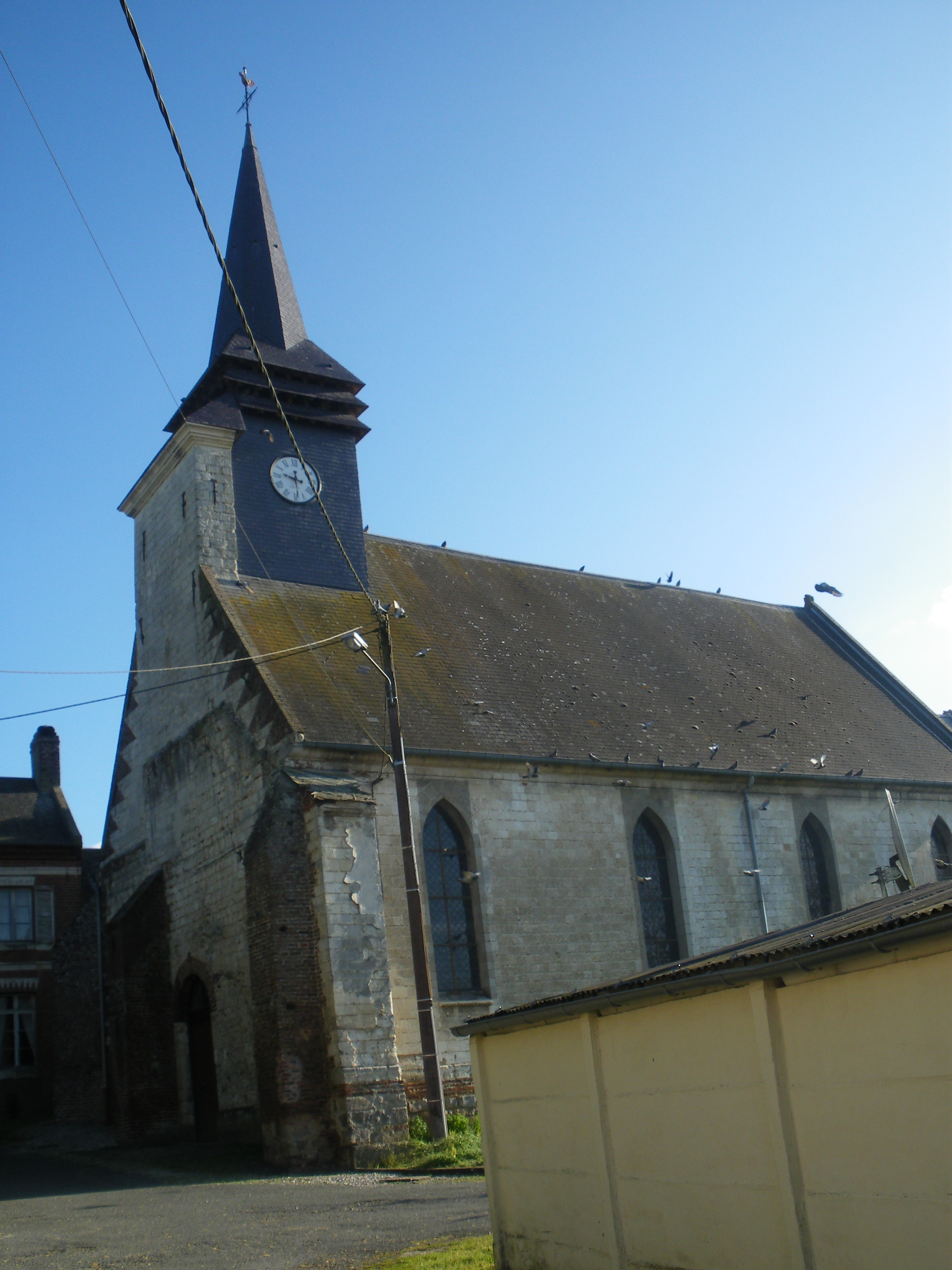
L'église Saint-Martin.
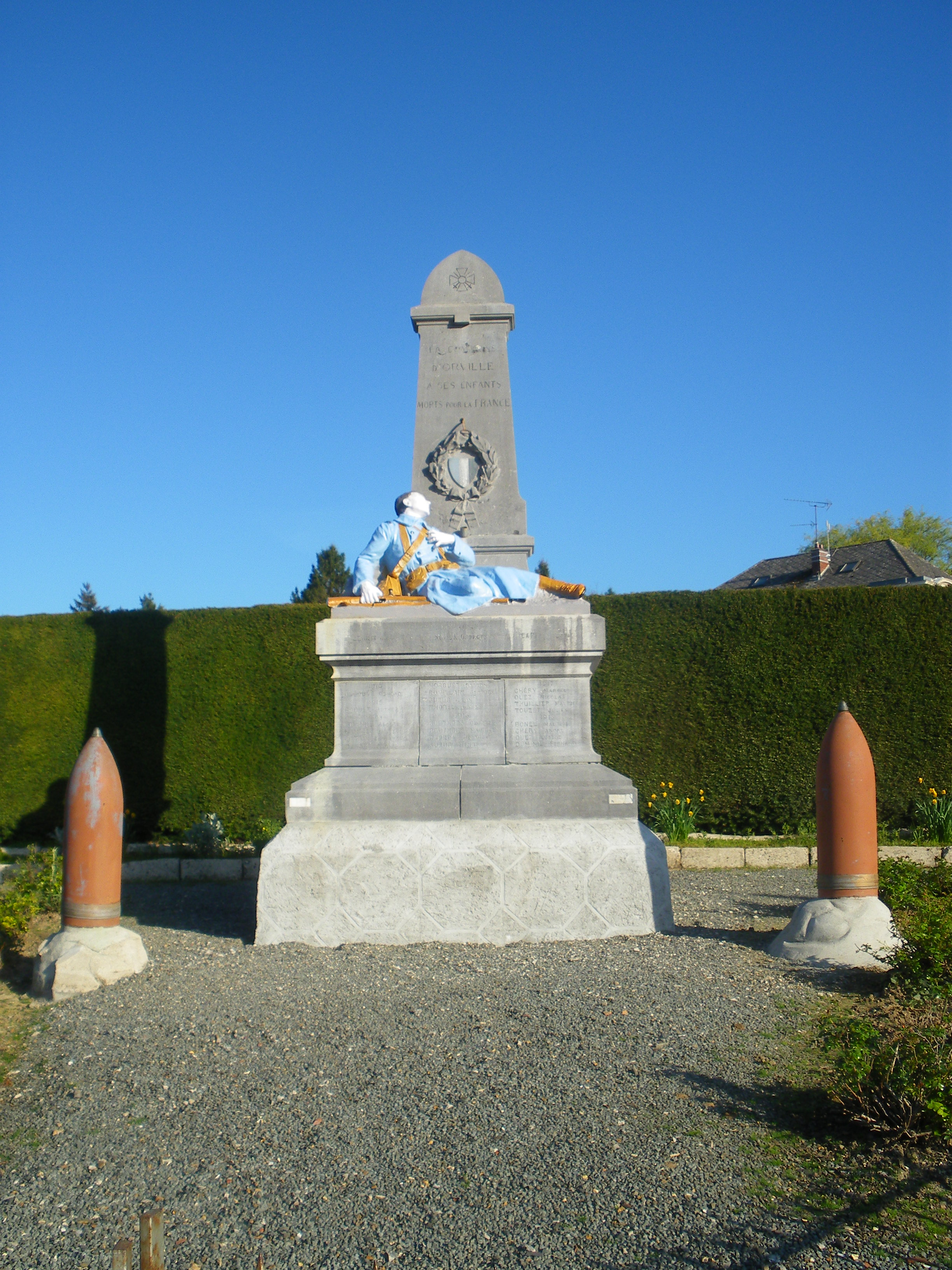
Le monument aux morts.

### Personnalités liées à la commune
- Jean Cabaret d'Orville (XVe siècle) dit Cabaret, peut-être originaire d'Orville, chroniqueur du XIVe siècle, auteur de La chronique du bon duc Loys de Bourbon ; écrite en 1429, publiée en 1876 pour la Société de l'Histoire de France, par A.-M. Chazaud (sujet : Louis II de Clermont, (1337-1410 ; duc de Bourbon)[32].
- Oscar Archain (1863-1904), conseiller municipal de Paris et conseiller général de la Seine, est né à Orville.

### Héraldique
| Blason de Orville | Blason  | De gueules au créquier d'or; vêtu d'argent.      |
| Blason de Orville | Détails | Le statut officiel du blason reste à déterminer. |

## Pour approfondir

#### Bases de données, dictionnaires et encyclopédies
- Site officiel
- Ressources relatives à la géographie :   - Insee (communes)
  - Ldh/EHESS/Cassini
- Ressource relative à plusieurs domaines :   - Annuaire du service public français
- Notices d'autorité :   - BnF (données)